# Стилман, Брюс
Брюс Уильям Стилман (Bruce William Stillman; род. 16 октября 1953, Мельбурн, Австралия) — австралийско-американский молекулярный биолог и биохимик, онколог, специалист по репликации ДНК.
Член Лондонского королевского общества (1993) и НАН США (с 2013года — избран как иностранный член в 2000), членкор Австралийской академии наук (2012), доктор философии (1979), президент и CEO, а также профессор Лаборатории в Колд-Спринг-Харбор, с которой связана почти вся его жизнь.
Известен открытием Origin recognition complex (в 1992 году).

## Биография
Окончил с отличием Сиднейский университет (бакалавр). В 1979 году в Австралийском национальном университете в John Curtin School of Medical Research получил степень доктора философии. C того же 1979 года и поныне в Лаборатории в Колд-Спринг-Харбор, первоначально постдок, с 1981 года в научном штате, ныне же её президент (с 2003 года) и CEO, а также именной профессор (William J. Matheson Professor) биологии рака, с 1992 года директор онкоцентра этой лаборатории, с 1994 года директор лаборатории (преемник Джеймса Уотсона).
Член Американской академии искусств и наук (2008), фелло Американской академии микробиологии (2000), Американской ассоциации содействия развитию науки (2005), Национальной академии изобретателей США (2016), Академии Американской ассоциации исследований рака (2019), ассоциированный член EMBO (2001).

## Награды и отличия
- Julian Wells Medal, Австралия (1994)
- Alfred P. Sloan Jr. Prize[англ.] (2004, совместно с Thomas J. Kelly (scientist)[англ.])[3]
- Curtin Medal for Excellence in Medical Research Австралийского национального университета (2006)
- Премия Луизы Гросс Хорвиц Колумбийского университета (2010, совместно с Thomas J. Kelly (scientist)[англ.])[4]
- ASBMB[англ.] Herbert Tabor Research Award (2014)[5]
- Science and Technology Award Сучжоу, Китай (2018)
- Международная премия Гайрднера (2019)[6]
- Премия Хейнекена (2020)

Почётный доктор Clarkson University (2018), Сиднейского университета (2008), Университета Лонг-Айленда (2007) и др.
Офицер ордена Австралии (1999).